# Comuna Ljubno
Ljubno (Občina Ljubno) este o comună din Slovenia, cu o populație de 2.701 locuitori (2002).

## Localități
Juvanje, Ljubno ob Savinji, Meliše, Okonina, Planina, Primož pri Ljubnem, Radmirje, Savina, Ter